# حارة شرق المنزل (ذمار)
حارة شرق المنزل هي إحدى حارات مدينة ذمار التابعة لمحافظة ذمار، بلغ تعداد سكانها 4,969 نسمة حسب تعداد اليمن لعام 2004.